# بيفيرن
بيرفن (تنطق بالهولندية: [ˈbe:vərə(n)]) هي بلدية تقع في بلجيكا مقاطعة فلاندر الشرقية.

## المناخ
يظهر الجدول التالي التغييرات المناخية على مدار السنة لبيفيرن:
| البيانات المناخية لـبيفيرن             | البيانات المناخية لـبيفيرن | البيانات المناخية لـبيفيرن | البيانات المناخية لـبيفيرن | البيانات المناخية لـبيفيرن | البيانات المناخية لـبيفيرن | البيانات المناخية لـبيفيرن | البيانات المناخية لـبيفيرن | البيانات المناخية لـبيفيرن | البيانات المناخية لـبيفيرن | البيانات المناخية لـبيفيرن | البيانات المناخية لـبيفيرن | البيانات المناخية لـبيفيرن | البيانات المناخية لـبيفيرن |
| الشهر                                  | يناير                      | فبراير                     | مارس                       | أبريل                      | مايو                       | يونيو                      | يوليو                      | أغسطس                      | سبتمبر                     | أكتوبر                     | نوفمبر                     | ديسمبر                     | المعدل السنوي              |
| -------------------------------------- | -------------------------- | -------------------------- | -------------------------- | -------------------------- | -------------------------- | -------------------------- | -------------------------- | -------------------------- | -------------------------- | -------------------------- | -------------------------- | -------------------------- | -------------------------- |
| متوسط درجة الحرارة الكبرى °م (°ف)      | 6.2 (43.2)                 | 7.0 (44.6)                 | 10.8 (51.4)                | 14.5 (58.1)                | 18.4 (65.1)                | 20.9 (69.6)                | 23.2 (73.8)                | 23.0 (73.4)                | 19.7 (67.5)                | 15.0 (59.0)                | 10.1 (50.2)                | 6.6 (43.9)                 | 14.7 (58.5)                |
| المتوسط اليومي °م (°ف)                 | 3.5 (38.3)                 | 3.7 (38.7)                 | 6.8 (44.2)                 | 9.5 (49.1)                 | 13.5 (56.3)                | 16.2 (61.2)                | 18.4 (65.1)                | 18.1 (64.6)                | 15.0 (59.0)                | 11.3 (52.3)                | 7.0 (44.6)                 | 4.1 (39.4)                 | 10.6 (51.1)                |
| متوسط درجة الحرارة الصغرى °م (°ف)      | 0.8 (33.4)                 | 0.5 (32.9)                 | 2.9 (37.2)                 | 4.7 (40.5)                 | 8.6 (47.5)                 | 11.5 (52.7)                | 13.6 (56.5)                | 13.0 (55.4)                | 10.5 (50.9)                | 7.4 (45.3)                 | 4.1 (39.4)                 | 1.5 (34.7)                 | 6.7 (44.1)                 |
| الهطول مم (إنش)                        | 70.2 (2.76)                | 57.7 (2.27)                | 63.6 (2.50)                | 48.4 (1.91)                | 62.5 (2.46)                | 77.6 (3.06)                | 81.6 (3.21)                | 78.9 (3.11)                | 78.4 (3.09)                | 82.0 (3.23)                | 81.1 (3.19)                | 80.8 (3.18)                | 862.7 (33.96)              |
| متوسط أيام هطول الأمطار                | 12.5                       | 10.7                       | 11.8                       | 9.5                        | 10.8                       | 10.6                       | 10.4                       | 9.9                        | 10.5                       | 11.8                       | 13.3                       | 13.1                       | 135.1                      |
| ساعات سطوع الشمس الشهرية               | 60                         | 79                         | 125                        | 179                        | 211                        | 204                        | 215                        | 203                        | 145                        | 118                        | 64                         | 49                         | 1٬651                      |
| المصدر: Royal Meteorological Institute |                            |                            |                            |                            |                            |                            |                            |                            |                            |                            |                            |                            |                            |

## أعلام
- بوب بيني
- جواكيم فان دام
- جيان يانسون
- دومينيك كورنو
- فرانس باولس
- ثيو ميديلكامب
- ويلفريد فان موير
- مارك بيكي